# Birgit Speh
Birgit Speh (née en 1949)  est une mathématicienne américaine, professeure Goldwin Smith de mathématiques à l'université Cornell. Elle est connue pour son travail sur les groupes de Lie, y compris les représentations de Speh.  

## Formation et carrière
Speh a obtenu son doctorat du Massachusetts Institute of Technology en 1977, sous la direction de Bertram Kostant avec une thèse intitulée « Some Results on Principal Series of GL(n,R) ». Elle effectue ses recherches post-doctorales à l'université de Chicago.
Elle a été la première femme mathématicienne à être embauchée par l'université Cornell .  

## Prix et distinctions
En 1983 elle bénéficie d'une bourse Sloan de la Fondation Alfred P. Sloan.
En 2006 elle est conférencière invitée au Congrès international des mathématiciens à Madrid avec une conférence sur « Representation theory and the cohomology of arithmetic groups ».
En 2012, Speh est devenue membre de l'American Mathematical Society. Elle est également lauréate du prix de recherche Humboldt.
Elle a été sélectionnée en 2020 pour donner la conférence Noether de l'AWM-AMS lors des réunions conjointes de mathématiques 2020,.  

## Publications
- avec David Vogan Reducibility of generalized principal series representations. Acta Math. vol 45 (1980)
- Speh, Birgit. Unitary representations of Gl ( n, R ) with nontrivial ( g, K )-cohomology, Invent. Math. vol 71 (1983), no. 3, pp 443–465.
- Speh, Birgit. The unitary dual of Gl (3, R ) and Gl (4, R ), Mathematische Annalen vol 258 (1981/82), no. 2, pages 113–133.
- Degenerate series representations of the universal covering group of SU (2,2), J. Funct. Anal., vol  33, 1979, p. 95–118.